# Bandarban (zila)
Bandarban (Bengaals: বান্দরবান) is sinds 1981 een district (zila) in de divisie Chittagong, tegenwoordig Chattagram, in Zuidoost-Bangladesh. De naam van het district betekent letterlijk 'de dam van de apen'.
Khagrachari, Rangamati en Bandarban vormen samen de regio Chittagong Hill Tracts.

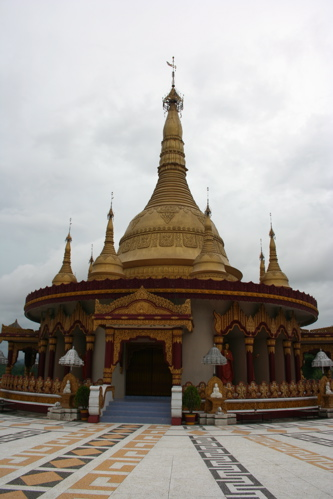
Boeddhistische tempel